# Řecko na Letních olympijských hrách 1896
Řecko se účastnilo Letní olympiády 1896 v řeckých Athénách. Zastupovalo ho 102 mužů v 9 sportech.

## Medailisté
| Medaile | Jméno                                                                       | Sport                | Soutěž                            |
| ------- | --------------------------------------------------------------------------- | -------------------- | --------------------------------- |
| Zlato   | Spyridon Luis                                                               | Atletika             | Muži marathon                     |
| Zlato   | Aristidis Konstantinidis                                                    | Cyklistika           | Muži silniční závod jednotlivců   |
| Zlato   | Leonidas Pyrgos                                                             | Šerm                 | Muži masters fleret               |
| Zlato   | Ioannis Georgiadis                                                          | Šerm                 | Muži šavle                        |
| Zlato   | Ioannis Mitropulos                                                          | Sportovní gymnastika | Muži kruhy                        |
| Zlato   | Nikolaos Andriakopulos                                                      | Sportovní gymnastika | Muži šplh na laně                 |
| Zlato   | Pantelis Karasevdas                                                         | Sportovní střelba    | Muži 200 m vojenská puška         |
| Zlato   | Georgios Orphanidis                                                         | Sportovní střelba    | Muži 300 m volná puška 3 pozice   |
| Zlato   | Ioannis Frangoudis                                                          | Sportovní střelba    | Muži 25 metrů rychlopalná pistole |
| Zlato   | Ioannis Malokinis                                                           | Plavání              | Muži 100 m volný způsob           |
| Stříbro | Charilaos Vasilakos                                                         | Atletika             | Muži marathon                     |
| Stříbro | Miltiadis Gouskos                                                           | Atletika             | Muži vrh koulí                    |
| Stříbro | Panagiotis Paraskevopoulos                                                  | Atletika             | Muži hod diskem                   |
| Stříbro | Stamatios Nikolopoulos                                                      | Cyklistika           | Muži sprint                       |
| Stříbro | Stamatios Nikolopoulos                                                      | Cyklistika           | Muži time trial                   |
| Stříbro | Georgios Kolettis                                                           | Cyklistika           | Muži 100 km                       |
| Stříbro | Tilemachos Karakalos                                                        | Šerm                 | Muži šavle                        |
| Stříbro | Thomas Xenakis                                                              | Sportovní gymnastika | Muži šplh na laně                 |
| Stříbro | Nikolaos Andriakopulos Spyros Athanasopoulos Petros Persakis Thomas Xenakis | Sportovní gymnastika | Družstvo mužů bradla              |
| Stříbro | Panagiotis Pavlidis                                                         | Sportovní střelba    | Muži 200 metrů vojenská puška     |
| Stříbro | Ioannis Frangoudis                                                          | Sportovní střelba    | Muži 300 m volná puška 3 pozice   |
| Stříbro | Georgios Orphanidis                                                         | Sportovní střelba    | Muži 25 metrů rychlopalná pistole |
| Stříbro | Antonios Pepanos                                                            | Plavání              | Muži 500 m volný způsob           |
| Stříbro | Ioannis Andreou                                                             | Plavání              | Muži 1200 m volný způsob          |
| Stříbro | Spyridon Chazapis                                                           | Plavání              | Muži 100 m volný způsob           |
| Stříbro | Dionysios Kasdaglis                                                         | Tenis                | Muži dvouhra                      |
| Stříbro | Dionysios Kasdaglis Demetrios Petrokokkinos                                 | Tenis                | Muži čtyřhra                      |
| Stříbro | Georgios Tsitas                                                             | Zápas                | Muži řecko-římský                 |
| Bronz   | Dimitrios Golemis                                                           | Atletika             | Muži 800 m                        |
| Bronz   | Evangelos Damaskos                                                          | Atletika             | Muži skok o tyči                  |
| Bronz   | Ioannis Theodoropoulos                                                      | Atletika             | Muži skok o tyči                  |
| Bronz   | Ioannis Persakis                                                            | Atletika             | Muži trojskok                     |
| Bronz   | Georgios Papasideris                                                        | Atletika             | Muži vrh koulí                    |
| Bronz   | Sotirios Versis                                                             | Atletika             | Muži hod diskem                   |
| Bronz   | Periklis Pierrakos-Mavromichalis                                            | Šerm                 | Muži fleret                       |
| Bronz   | Petros Persakis                                                             | Sportovní gymnastika | Muži kruhy                        |
| Bronz   | Ioannis Chrysafis Filippos Karvelas Dimitrios Lundras Ioannis Mitropulos    | Sportovní gymnastika | Družstvo mužů bradla              |
| Bronz   | Nikolaos Trikoupis                                                          | Sportovní střelba    | Muži 200 metrů vojenská puška     |
| Bronz   | Nikolaos Morakis                                                            | Sportovní střelba    | Muži 25 metrů vojenská pistole    |
| Bronz   | Ioannis Frangoudis                                                          | Sportovní střelba    | Muži 50 metrů libovolná pistole   |
| Bronz   | Efstathios Chorafas                                                         | Plavání              | Muži 500 m volný způsob           |
| Bronz   | Efstathios Chorafas                                                         | Plavání              | Muži 1200 m volný způsob          |
| Bronz   | Dimitrios Drivas                                                            | Plavání              | Muži 100 m volný způsob           |
| Bronz   | Konstantinos Paspatis                                                       | Tenis                | Muži dvouhra                      |
| Bronz   | Alexandros Nikolopoulos                                                     | Vzpírání             | Muži jednoruč                     |
| Bronz   | Sotirios Versis                                                             | Vzpírání             | Muži obouruč                      |
| Bronz   | Stephanos Christopoulos                                                     | Zápas                | Muži řecko-římský                 |